# Blanzée
Blanzée är en kommun i departementet Meuse i regionen Grand Est (tidigare regionen Lorraine) i nordöstra Frankrike. Kommunen ligger i kantonen Étain som tillhör arrondissementet Verdun. År 2022 hade Blanzée 13 invånare.

## Befolkningsutveckling
Antalet invånare i kommunen Blanzée
| Referens: INSEE |